# Indiërs in Madagaskar
Indiërs in Madagaskar, door de Malagassiërs Karana genoemd, vormen een kleine etnische groep in Madagaskar.

## Geschiedenis
Het grootste deel van de Indiërs in Madagaskar zijn nakomelingen van Indische immigranten. De eerste Indische immigranten waren ongeveer 200 handelaren die zich rond 1880 zich vestigden in de stad Mahajanga, de hoofdstad van de noordwestelijke regio Boeny. In die tijd hadden de Merina de heerschappij op Madagaskar. Zij hadden wetten uitgevaardigd die niet-Malagassiërs verbieden om slaven te houden of stenen huizen te bouwen. Om deze wetten te omzeilen gaven de Indiërs zich als inheemse Malagassiërs voor. Daar de Malagassiërs etnische achtergronden uit diverse delen van de wereld hebben, was dit moeilijk te controleren. De dhows die de eerste Indiërs gebruikten in de handel met het Afrikaanse vasteland voeren Franse vlaggen.
Rond het begin van de 20e eeuw trokken meer Indiërs naar Madagaskar om zich te verhuren als contractarbeider voor de Franse regering. Ze introduceerden verscheidene religies in Madagaskar, zoals het Hindoeïsme en islamitische stromingen als het Khoja, het Ismaïlisme en het Dawoodi Bohra. In 1911 werd geschat dat Madagaskar 4.480 Indiërs huisvestte, 21% van de totale niet-inheemse bevolking.
Na veranderingen in de wetgeving betreffende commerciële zaken in de jaren 1970 vertrokken veel Indiërs uit Madagaskar. Diegenen die achterbleven waren vaak minder geschoold. Toch slaagden zij erin om een groot deel van de economie van Madagaskar te beheersen, wat rond het begin van de 21e eeuw leidde tot onrusten bij de inheemse bevolking.

## Huidige status
In 2000 bedroeg het aantal Indiërs in Madagaskar volgens een schatting ongeveer 25.000 personen. De meeste van hen leven tegenwoordig in de hoofdstad Antananarivo. Indiërs in Madagaskar spreken voornamelijk Hindi of Gujarati, de jongere generaties spreken daarnaast ook andere talen, zoals Malagassisch, Engels en Frans.